# František Václavek
Podplukovník František Václavek (12. února 1886 Hostice – 10. února 1944 Ziegenhain nebo Kassel) byl československý legionář, důstojník, odbojář a oběť nacismu.

## Život
František Václavek se narodil 12. února 1886 v Hosticích na Šumpersku. Vystudoval gymnázium a pracoval jako berní asistent. Byl členem Sokola. Po vypuknutí první světové války byl mobilizován a odeslán na ruskou frontu, kde 23. září 1915 padl u Lucku v hodnosti poručíka do zajetí. Do československých legií se přihlásil v Nižném Novgorodu, kam byl v roce 1917 přijat. Absolvoval sibiřskou anabázi a v roce 1920 se vrátil do Československa v hodnosti kapitána. Zůstal v armádní službě a mezi světovými válkami sloužil důstojník u 13. pěšího pluku v Šumperku. Po německé okupaci v březnu 1939 vstoupil do protinacistického odboje v řadách Obrany národa. Za svou činnost byl v prosinci téhož roku zatčen gestapem a odsouzen k pěti letům vězení. Vězněn byl na Mírově, v Breslau, Wohlau, Ziegenheinu a Kasselu. Zemřel na následky věznění dne 10. února 1944, jako místo úmrtí je uváděn buď Ziegenhein nebo Kassel.

## Posmrtná ocenění
- V roce 1946 byl František Václavek jmenován čestným občanem města Šumperka